# Луковице
Луковице су насељено мјесто у општини Гацко, Република Српска, БиХ. Према попису становништва из 1991. у насељу је живјело 158 становника.

## Становништво
Према попису становништва из 1991. године, мјесто је имало 158 становника.
| Демографија | Демографија | Демографија |
| Година      | Становника  | Становника  |
| ----------- | ----------- | ----------- |
| 1961.       | 244         |             |
| 1971.       | 216         |             |
| 1981.       | 186         |             |
| 1991.       | 160         |             |